# Багарева
Багарева — первый известный по имени представитель династии Паратараджей в Парадане, отец Йоламиры.
По замечанию исследователя П. Тэндона, как в случае с Багамирой и Багавхарной «Баг» означает «Бог». «Рев» же — «богатый». Имя Багаревы приведено на монетах его сына Йоламиры, правившего Параданом во II веке. Нумизматический материал самого Багаревы неизвестен.